# Compass Box
Compass Box est un assembleur de whisky écossais fondé par John Glaser.
L'entreprise est située à Londres.

## Produits
- Asyla
- The Peat Monster
- Spice Tree
- Oak Cross
- Eleuthera
- Hedonism
- Hedonism Maximus
- The Last Vatted Malt
- Orangerie, Scotch Whisky Infusion
- Great King Street Artist Blend